# Kodak
Eastman Kodak Company, oftest alene omtalt som Kodak er en amerikansk teknologivirksomhed, der fokuserer på billedbehandling, printløsninger, kommercielle film og forretningsservice. Selskabet har hovedsæde i Rochester i delstaten New York. Selskabet blev grundlagt i 1888 af George Eastman.
Gennem det meste af det 20. århundrede var Eastman Kodak mest kendt for sine produkter indenfor fotografisk film. I 1976 havde selskabet i USA en markedsandel på 89% af markedet for fotografiske film. Udover fotografiske film producerede virksomheden også kameraer m.v. I 1990'erne oplevede virksomheden tilbagegang som følge af udviklingen indenfor digital billedbehandling på trods af, at Kodak selv havde udviklet teknologier til digital billedbehandling og var indehaver af en større patentportefølje relateret til denne teknologi. 
Selskabet havde sit sidste overskud i 2007, men i 2012 måtte selskabet søge beskyttelse for sine kreditorer efter den amerikanske konkurslovs Chapter 11. Efter en rekonstruktion, hvorunder selskabet måtte sælge sin patentportefølje for 525 mio. $, trådte selskabet i september 2013 ud af konkursbeskyttelsen.